# アメージング・クリズウェル
アメージング・クリズウェル（The Amazing Criswell,  1907年8月7日 - 1982年10月4日）は、アメリカ合衆国の俳優、霊能力者である。

## 来歴
1907年、インディアナ州のプリンストンに生まれる。高校卒業後は地元のローカル新聞社で働き、コラムなどを担当。後に結婚し、
ハリウッドを拠点に霊能力者、預言者として活動。女優で歌手のメイ・ウエストとはプライベートでも交流があり、ウエストがアメリカ合衆国大統領に当選するという予言を残したこともある。
1953年に『Criswell Predicts』という番組でTVホストとして出演。その後、作家のジャック・パーによる『Tonight Starring Jack Paar』という番組で霊能力者として出演し、その後「アメージング・クリズウェル」名義で様々な番組へ出演した。1959年にはエド・ウッド監督のSF映画『プラン9・フロム・アウタースペース』へナレーターとして出演している。その後もウッド監督の3作品へ出演。1994年に製作されたティム・バートン監督による伝記映画『エド・ウッド』では、ジェフリー・ジョーンズが当人を演じ、映画の冒頭でクリズウェルが物語の序章を語る展開になっている。

### 死去
1982年、カリフォルニア州のバーバンクで死去。75歳だった。

## 出演作品

### 映画
- プラン9・フロム・アウタースペース Plan 9 from Outer Space (1959)
- ナイト・オブ・ザ・グールス Night of the Ghouls (1959)
- 死霊の盆踊り Orgy of the Dead (1965)

### テレビ番組
- Tonight Starring Jack Paar (1952 - 1962)
- Criswell Predicts (1953)
- ザ・トゥナイト・ショー・スターリング・ジョニー・カーソン The Tonight Show Starring Johnny Carson (1963 - 1974)